# Les dames blanches
Les dames blanches is een Belgische documentairefilm uit 2024, geregisseerd door Camille Ghekiere in haar regiedebuut.

## Verhaal
Simeon is een jongeman uit de Dominicaanse Republiek, die stage loopt in het Gentse woonzorgcentrum "De Liberteyt". Langzamerhand wint hij het vertrouwen van de bewoners en hoewel ze in eerste instantie aarzelend reageren, delen ze geleidelijk aan alsmaar meer herinneringen en verhalen met hem.

## Productie
De film kwam tot stand met steun van het Vlaams Audiovisueel Fonds (VAF), de Koning Boudewijnstichting, VRT, Emmaüs, Stad Gent, Sabam en het Belgische Tax shelter.

## Release en ontvangst
Les dames blanches ging op 14 oktober 2024 in première op het Film Fest Gent.